# Patricia Pulling
Patricia Pulling (* 30. Juni 1948 in Richmond (Virginia); † 18. September 1997 in Henrico (Virginia); bei Fernsehauftritten manchmal auch nur Pat Pulling) war eine Aktivistin gegen Okkultes, die mit der von ihr gegründeten Initiative Bothered About Dungeons & Dragons (B.A.D.D., dt.: ‚Besorgt wegen Dungeons & Dragons‘) gegen Pen-&-Paper-Rollenspiele im Allgemeinen und gegen Dungeons & Dragons im Besonderen vorging mit dem Ziel, Rollenspiel zu verbieten, wenigstens aber zu regulieren.

## Beginn des Anti-Rollenspiel-Engagements
Patricia Pulling begann sich gegen Rollenspiel allgemein und gegen Dungeons & Dragons speziell zu engagieren, nachdem ihr Sohn Irving am 9. Juni 1982 Selbstmord begangen hatte. Irving war ein zeitweiliger D&D-Spieler und Pulling begann sehr bald Verbindungen zwischen dem Rollenspiel und dem Tod ihres Sohnes zu ziehen, da er nur wenige Stunden vor seinem Selbstmord D&D gespielt hatte. Pulling war als strenggläubige Christin überzeugt davon, dass Irving bei der letzten Spielsitzung einen Fluch auf sich gezogen hatte, der ihn letztendlich in den Selbstmord trieb. Eine Klage gegen den damaligen Herausgeber von D&D, die Firma Tactical Studies Rules (TSR), wurde 1984 abgewiesen, genauso wie eine Klage gegen den Direktor der High School, die Irving besucht hatte.

## B.A.D.D.
Nachdem sämtliche Klagen von ihr gegen vermeintlich Verantwortliche für den Selbstmord ihres Sohnes von amerikanischen Gerichten abgewiesen worden waren, gründete Pulling 1982 die Initiative Bothered About Dungeons & Dragons (B.A.D.D.), die sogleich begann, Aufklärungsschriften und andere Materialien zu publizieren, in denen Pulling ihre Überzeugung zum Ausdruck brachte, dass Rollenspiele Jugendliche zum Satanismus verführten und schließlich in den Selbstmord trieben. Pulling erklärte in ihren Informationsmaterialien, Dungeons & Dragons erziehe Jugendliche zu Gewalt, Mord und Blasphemie und in den Spielen würden Hexerei, Satanismus, Dämonologie und andere okkulte Rituale vollzogen.
Erhielt Pulling zunächst nur in fundamental-christlichen Kreisen der USA die erhoffte Aufmerksamkeit, so erkämpfte sie ihren Thesen bald auch Beachtung in den Massenmedien. Lokalzeitungen, später auch überregionale Blätter, stellten bei Selbstmorden und Gewalttaten von Teenagern in zunehmendem Maße heraus, wenn in deren Besitz auch Spielmaterialien von Dungeons & Dragons gefunden wurden, und konstruierten Verbindungen zwischen dem Spiel und der Tat. Obwohl Pulling keinerlei entsprechende Qualifikationen vorweisen konnte, wurde sie in den Medien in zunehmender Weise als Expertin für die Gefahren von Pen-&-Paper-Rollenspielen wahrgenommen und akzeptiert. Teilweise wurden ihre Thesen auch in Fachzeitschriften wiedergegeben. Ihre Auftritte in Talkshows und ihre Interviews in Magazinen und Zeitungen erzeugten durchaus Aufmerksamkeit bei besorgten Eltern. Hinzu kam, dass die Spielmaterialien in ihrer Aufmachung und in den Illustrationen oftmals so gestaltet waren, dass besonders konservativ christliche Betrachter darin Teufelsgestalten und satanistische Rituale wiederzuerkennen glaubten. Proteste und wiederholte Gerichtsverfahren, bei denen Patricia Pulling als Sachverständige gehört wurde, veranlassten schließlich den Hersteller von D&D dazu, freiwillig gewisse Monster umzubenennen, um sich nicht länger dem Vorwurf der Dämonologie und Teufelsanbetung ausgesetzt zu sehen.

## Niedergang von B.A.D.D.
Allen Versuchen, Dungeons & Dragons zu verbieten, zu regulieren und allgemein als Gefahr für die Jugend darzustellen, zum Trotz hatte sich das Rollenspiel bis in die Mitte der 80er-Jahre zu einem verbreiteten Hobby unter Jugendlichen und jungen Erwachsenen entwickelt und vor allen Dingen an den Universitäten und Colleges Verbreitung gefunden. B.A.D.D. hatte nicht einen einzigen Prozess für sich entscheiden können, sondern im Gegenteil mit seinen Feldzügen gegen das Rollenspiel dessen Verbreitung möglicherweise sogar noch vorangetrieben. Pullings Hypothesen wurden nun zunehmend in Frage gestellt, was von verschiedenen Auftritten Pullings noch unterstützt wurde. So erklärte sie einmal in einem Zeitungsinterview, dass 8 % der in Richmond lebenden Bevölkerung Satanisten seien. Auf die Frage, wie sie auf diese Zahl komme, erklärte Pulling, 4 % der erwachsenen Bevölkerung und 4 % der Jugendlichen addierten sich zu insgesamt 8 %, und blieb auch bei dieser Ansicht, als der Interviewer ihr klarzumachen versuchte, dass diese Rechnung nicht korrekt ist.
1989 setzte sich der Spieleentwickler Michael A. Stackpole mit den Thesen Pullings auseinander. Er verfasste die Streitschrift Game Hysteria and the Truth, in der er B.A.D.D. und Pulling scharf angriff und ihnen die Methoden, mit denen sie Meinung gegen ein Spiel machten, vorwarf und alle Ungenauigkeiten und Fehler in der Argumentation Pullings aufzeigte. Ein Jahr später verfasste Stackpole mit The Pulling-Report eine Aufklärungsschrift, in der er über die Methoden der Datenanalyse, aber auch die Verdrehung von Tatsachen, wie B.A.D.D. sie betrieb, aufklärte, was Pulling dazu veranlasste, die Organisation 1990 zu verlassen und von da an nur noch im Hintergrund zu agieren. Die amerikanischen und kanadischen Gesundheitsbehörden waren in Studien unabhängig voneinander ebenfalls zu dem Schluss gekommen, dass ein Zusammenhang zwischen Fantasy-Rollenspielen und Selbstmord unter Teenagern nicht nachzuweisen ist. Am 18. September 1997 verstarb Patricia Pulling, nachdem sie an Lungenkrebs erkrankt war, und auch die von ihr gegründete Initiative B.A.D.D. löste sich kurz nach ihrem Tod auf.